# Сандомирська низовина
Сандомирська низовина (долина) — форма рельєфу у південно-східній Польщі та Україні. Сандомирська низовина охоплює переважно всю північну частину воєводства Підкарпатське, не велику частину території Малопольського, Свєнтокшиського та Люблінського воєводств. Не велика частина східної долини охоплює територію Україні у Львівській області. На півдні Сандомирська долина межує з Карпатами, на північному заході — з Малопольською височиною, з північного сходу — з Люблінською височиною та Розточчям. Площа долини близько 15 тисяч км². За фізико-географічним районуванням Польщі долина є макрорегіоном та має номер 512.4-5.

## Поділ

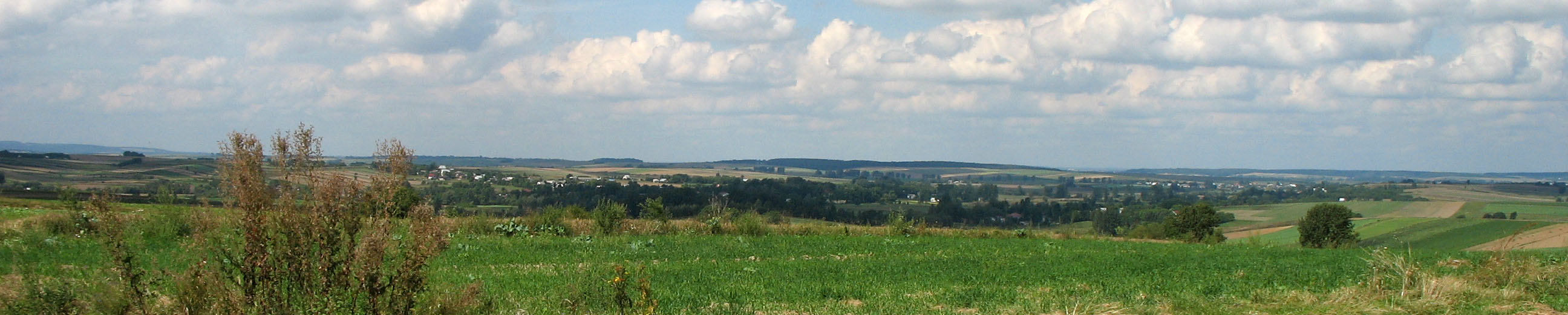
Підґуже Жешовське

Поділ Сандомирської долини на мезорегіони :
- Нізина Надвіслянська
- Підгуже Боченське
- Тарнівське плато
- Нижня Віслоцька долина
- Тарнобжезька рівнина
- Нижня долина Сан
- Білгорайська рівнина
- Кольбушовське плато
- Тарногрудське плато
- Підкарпатська Прадолина
- Підґуже Жешовське

## Характеристика
Сандомирська низовина розташована на тектонічній западині, яка називається Карпатським прогином. Процеси вивітрювання заповнили тектонічну улоговину міоценовими відкладами потужністю до 2500 м. У долинах річок залягають четвертинні відклади, частіше у вигляді моренних пісків і глин.
Найвищі частини долини розташовані на півдні та піднімаються до 260—280 м над рівнем моря, найменша висота до 135 м розташована нижче гирла річки Сан. Вся долина лежить у басейні річки Вісли та її правих приток: Раба, Дунаєць, Віслока та Сан. Річки мають декілька річкових терас. Найвищий рівень терас походить від зледеніння плейстоценової епохи. Висота цього рівня становить приблизно 20 м над руслом Вісли.
Регіон має поклади кам'яної солі, гіпсу, сірки, природного газу і нафти. Територія густо заселена. Найважливіші міста: Краків, Дембіца, Ярослав, Мелець, Перемишль, Пшеворськ, Жешув, Сталова Воля, Сандомир, Тарнобжег, Тарнув.
Промисловість розвинута у різних галузях. Найвідоміші промислові об'єкти: азотний завод у Тарнові, фабрика шин у Дембіці, металургійний завод із виробництва зброї в Сталевій Волі, авіаційний завод у Мельці, скляний завод у Сандомирі, фабрика побутової техніки Zelmer у Жешуві.
Через Долину проходять міжнародні автомобільні і залізничні шляхи сполучення, що з'єднує Чехію (через Моравські ворота) з Краковом, Перемишлем, а далі зі Львовом та Києвом.
До Кракова річка Вісла суднохідна.
Через долину прокладені газопроводи.
Більша частина долини використовується у сільському господарстві. Вирощується пшениця, жито, цукрові буряки, овес, овочі; скотарство представлено великою рогатою худобою, птахівництвом та вівчарством.

## Рослинний покрив і тваринний світ
У минулому Сандомирська долина була вкрита великими площами мішаних та широколистяних лісів. Сьогодні залишилось тільки декілька лісових масивів: Сандомирський ліс, Неполомицька пуща, Сольська пуща, Янівські та Сенявські пущі. Ліси розташовані здебільшого на льодовикових терасах, складених флювіогляціальними відкладами. Видовий склад мішаних лісів долини такий: сосна 66 %, дуб 19 %, вільха 11 %, береза 2 %, інші дерева 2 %.
У лісах долини створено шість флористичних заказників, які охороняють угруповання рідкісних видів рослин та фрагменти пралісу.
Сандомирська пуща, що простягається від Тарнобжега на півночі до Жешува на півдні. Це один із найбільших компактних лісових комплексів Польщі; з цієї причини він розглядається як потенційна територія для реінтродукції зниклих або зникаючих видів тварин, які віддають перевагу великим лісам. Зараз значна його частина знаходиться в межах зони Natura 2000.
Місцевість лісу заболочена, переважають соснові, дубові та вільхові породи. Охороняються птахи: сиворакші, чорні лелеки, білохвості орлани, тернові сорокопуди та інші. Загалом в Сандомирській пущі зафіксовано 245 видів птахів.
Неполомицький ліс — лісовий комплекс, розташований у західній частині Сандомирської долини, приблизно в 20 км на схід від Кракова. Він займає територію, розташовану в місці злиття річок Вісли та Раби. Тваринний світ представлено зубрами, популяція яких налічує 24 особи. Також тут мешкають олені, дикі кабани, козулі, лисиці, зайці та фазани. Зустрічаються тут також веретільниця ламка та піщана ящірка. Налічуються близько 40 видів птахів.
Сольська пуща — лісовий комплекс у північній частині Сандомирської долини, на Білгорайській рівнині, на південь від хребта Розточчя. Через ліс протікають річки Танев, Лада, Сопот, Шум і Непришка. Ліс складається переважно з сосен та ялиці. Ялиці, що ростуть на лесах, є цінними для місцевості. В пущі є торфовища, порослі журавлиною, глодом, ліщиною, ялівцем, кизилом, чорницею. Зустрічається росичка круглолиста.
У північній частині лісу розташований Розточанський національний парк. На території пущі розташовано 5 ландшафтних парків та 5 заповідників. З 2010 року Пуща Сольська була визнана BirdLife International важливою орнітологічною територією Natura 2000. Види, які вплинули на це рішення: глухар, лелека чорний, канюк звичайний, малий подорлик, філін євразійський та інші. Єдиний вид, який знаходиться під загрозою зникнення в глобальному масштабі — це деркач лучний.

## Клімат
Сандомирська долина розташована в зоні помірного клімату з характеристиками низинного клімату. Клімат Сандомирської долини характеризується жарким літом, теплою зимою та відносно невеликою кількістю опадів. Середня річна температура дорівнює +8,6ºC, середня температура влітку досягає +20ºC, а взимку — -3ºC. Одночасно перед Карпатами часто збираються хмари, тому опадів тут достатньо. Середня кількість опадів коливається від 565 мм до 800 мм. Найбільша хмарність буває у грудні, а найбільша кількість опадів — влітку. Переважають західні та південно-західні вітри. Сніговий покрив товщиною до 50 см буває у січні-лютому. Останні роки в долині майже безсніжні зими.
У південній частині долини середньорічна температура становить понад 9,2 °C, а кількість опадів понад 850 мм опадів.
Вегетаційний період в долині подекуди триває понад 220 днів в рік.

## Ґрунти
Ґрунти Сандомирської долини переважно підзолисті та дерново-підзолисті ґрунти, що розвиваються переважно на пісках флювіогляціального походження, найчастіше вкритих хвойними лісами. Великі площі займають також буроземні ґрунти, що утворилися під широколистяними та мішаними лісами колишніх пралісів. Річкові долини покриті родючими алювіальними ґрунтами. На лесових ділянках, особливо в Жешувському передгір'ї, є чорноземи.

## Туризм
У Сандомирській долині туристична сфера має декілька напрямків. Історичний туризм пропанує відвідати Сандомир, Тарнов та Ярослав та подивитися історичну забудову їх Старого міста, а також замки та палаці у Баранув-Сандомерському і Ланьцуті. У Лежайську знаходиться монастир бернардинів, визнаний історичною пам'яткою. Промисловий туризм пропонує відвідати соляні копальні у Бохні та Величці. Екологічний туризм пропонує відвідання численних природних парків та лісів. Екскурсійний туризм пропанує відвідування музеїв: Музей мінералів і скам'янілостей у Сьвента-Катажина, Національний музей у Перемишлі, Музей ляльок у Пільзно.